# Quarten
Quarten (toponimo tedesco) è un comune svizzero di 3 085 abitanti del Canton San Gallo, nel distretto di Sarganserland.

## Geografia fisica

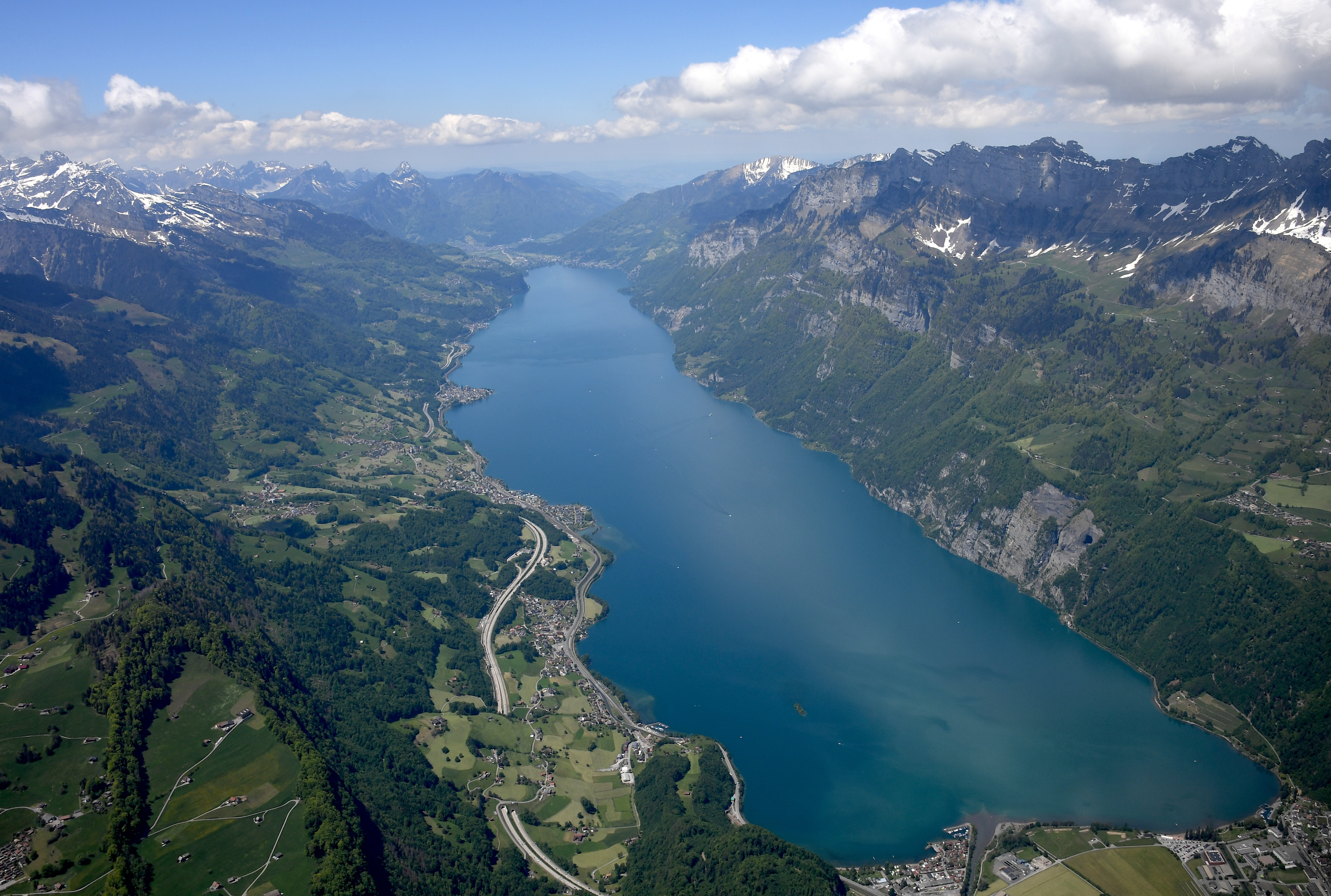
Il lago di Walenstadt in una veduta aerea da est

Il territorio di Quarten estende a sud e a nord del lago di Walenstadt, comprendendone gran parte del settore orientale; inoltre, include anche diversi laghi di minore estensione (Grosssee, Heusee, Mittlerer Murgsee, Oberer Murgsee, Unterer Murgsee).

## Storia
Il comune politico di Quarten è stato istituito nel 1803 con la fusione dei comuni parrocchiali di Quarten, Murg e Mols; quest'ultimo fino a quell'anno aveva fatto capo, assieme a Oberterzen, a Walenstadt.

## Monumenti e luoghi d'interesse
- Chiesa parrocchiale cattolica di San Gallo, attestata dall'840[3] e ricostruita nel 1862[senza fonte];
- Chiesa parrocchiale cattolica di Sant'Antonio da Padova a Mols, eretta nel 1725 e ricostruita nel 1821-1822 e nel 1862[5];
- Chiesa parrocchiale cattolica di San Bartolomeo a Murg, eretta nel 1493 e ricostruita nel 1760 e nel 1975[6];
- Cappella di San Bernardo a Quinten, eretta nel basso Medioevo e ricostruita nel 1765[7].

## Società

### Evoluzione demografica
L'evoluzione demografica è riportata nella seguente tabella:
Abitanti censiti

## Geografia antropica

### Frazioni

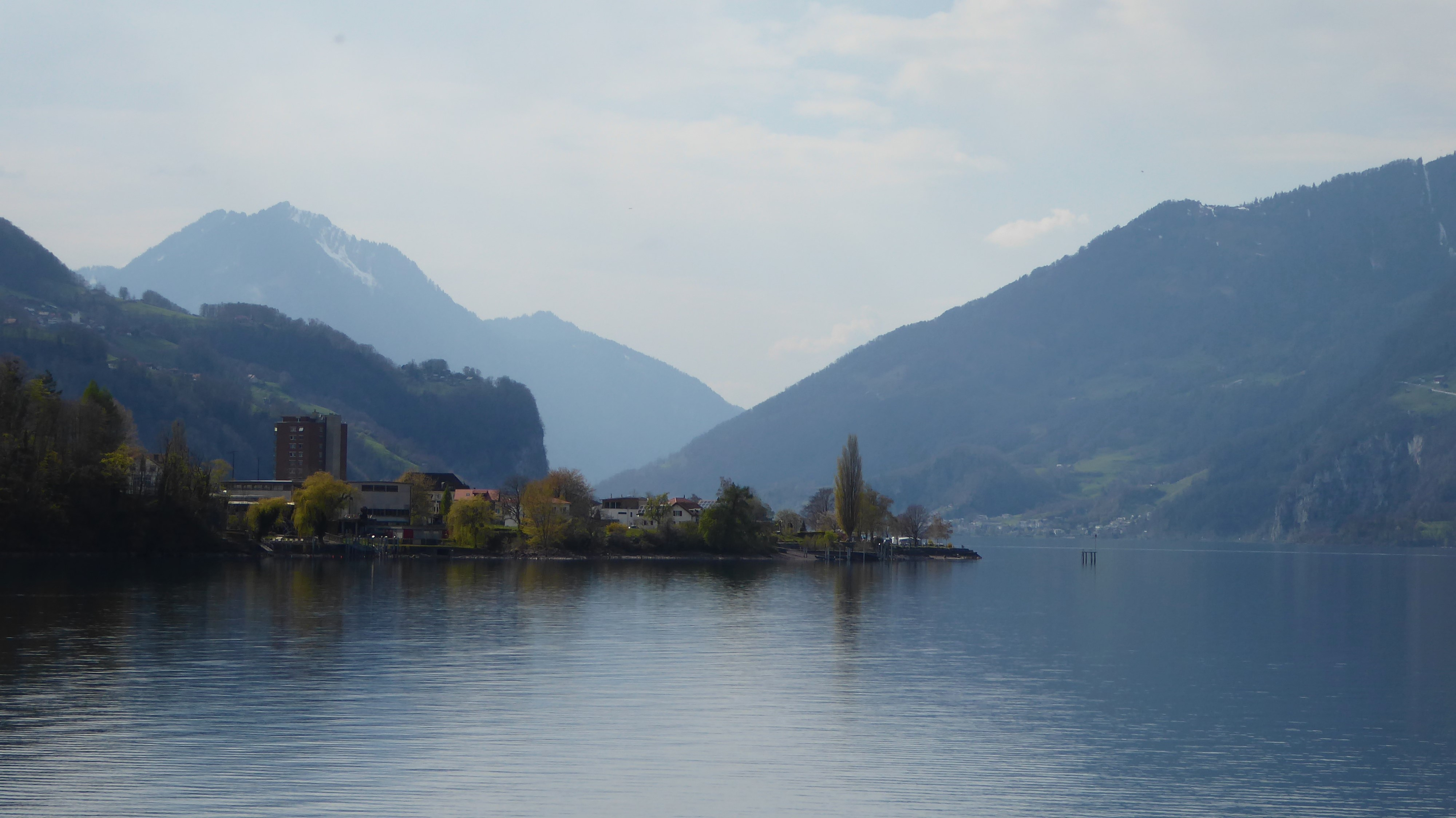
Murg

Le frazioni di Quarten sono:
- Mols[5]
- Murg[6]
- Oberterzen
- Quinten[7]
- Unterterzen, capoluogo comunale

## Economia

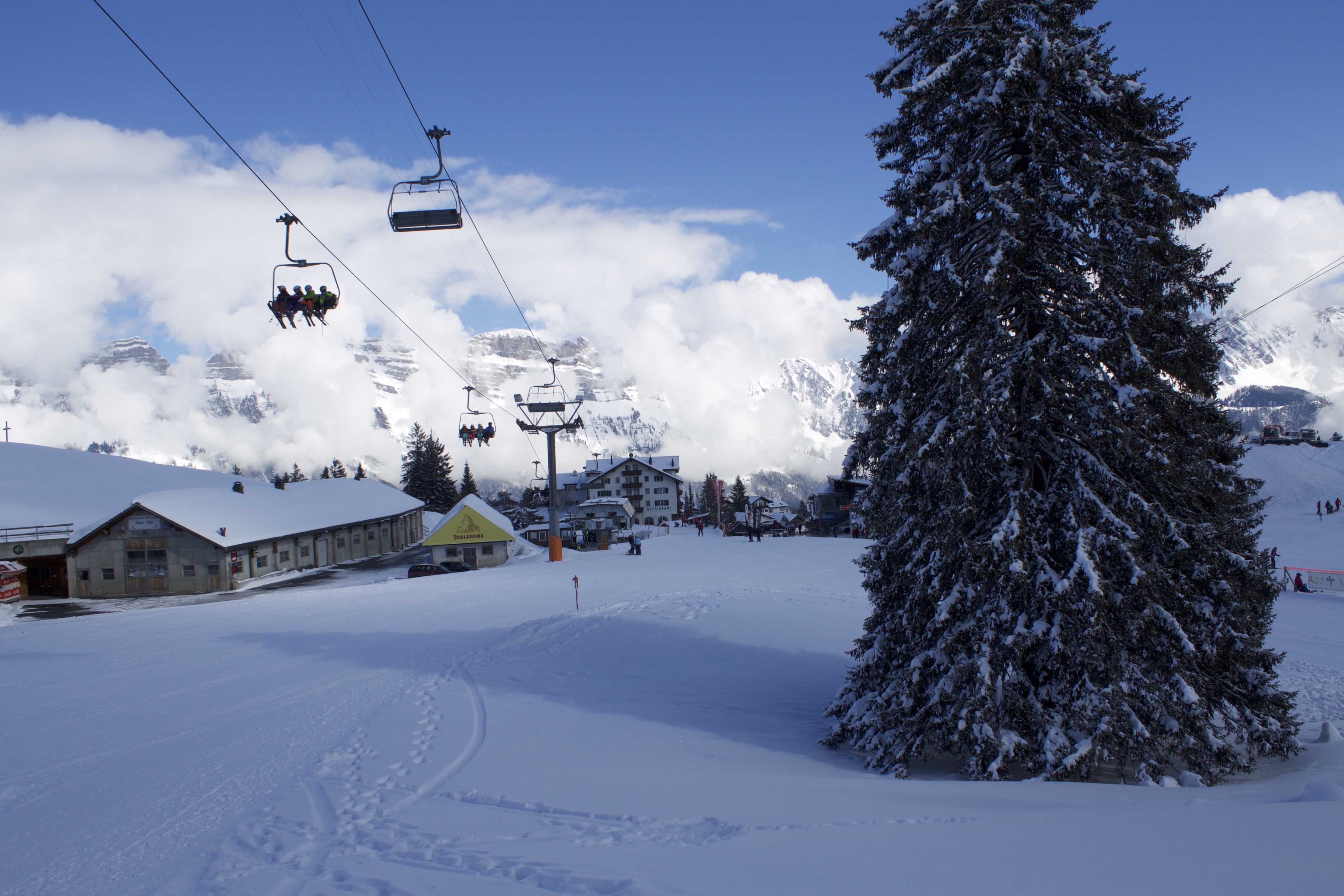
La seggiovia Tannenboden-Seebenalp

L'economia locale si basa prevalentemente sul turismo: villeggiatura estiva, sport invernali (stazione sciistica di Molseralp sui Flumserberge, sviluppatasi dal 1945).

## Infrastrutture e trasporti

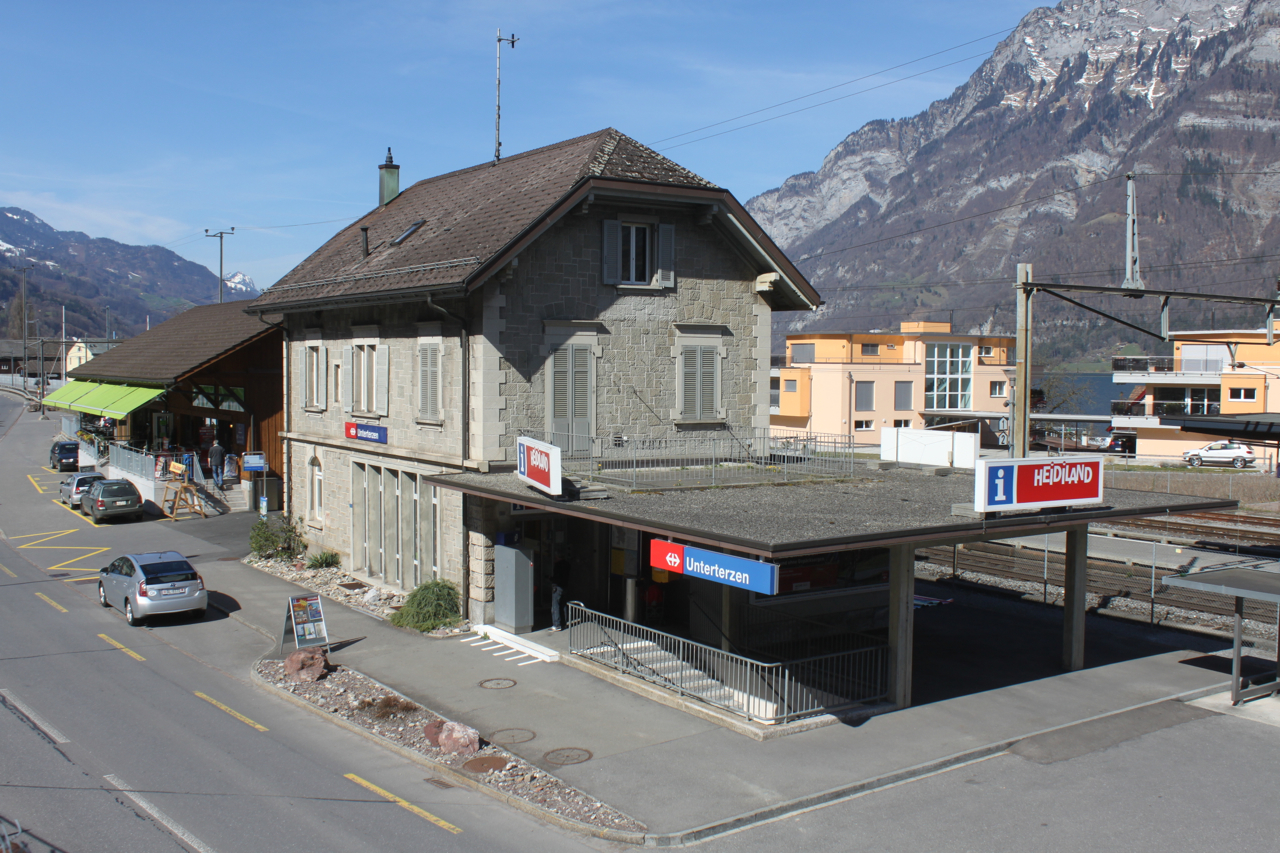
La stazione di Unterterzen

Quarten è servito dall'uscita di Murg sull'autostrada A3, dalla strada principale 3, dalle stazioni di Murg, di Unterterzen e di Mols sulla ferrovia Ziegelbrücke-Sargans (linea S4 della rete celere di San Gallo) e dalle linee di navigazione del lago di Walenstadt (la frazione Quinten è raggiungibile solo tramite battello).